# University Press of Kansas
La University Press of Kansas è una casa editrice universitaria con sede a Lawrence (Kansas). Gestita dall'Università del Kansas, rappresenta le sei università statali dello stato americano del Kansas: Emporia State University, Fort Hays State University, Kansas State University (K-State), Pittsburg State University, University of Kansas (KU), e Wichita State University.

## Storia
La casa editrice è stata costituita nel 1946, con importanti riorganizzazioni nel 1967 e nel 1976. Oggi opera come un consorzio con la rappresentanza di ciascuna delle università partecipanti. La sede si trova nella parte ovest del campus KU.
La stampa pubblica in gran parte libri che trattano di politica e storia militare americana, oltre a libri che hanno un focus regionale.